# Joaquín Niemann
Joaquín Niemann Zenteno (* 7. November 1998 in Santiago, Chile) ist ein chilenischer Profigolfer, der bei LIV Golf und der PGA European Tour spielt. Eher war er auf der PGA Tour aktiv. Er ist der erste chilenische Profigolfer, der je ein PGA-Turnier gewann, das A Military Tribute at The Greenbrier 2019. Stand Juni 2025 zählt er zehn Siege weltweit, darunter zwei PGA-Turniere, ein DP-World-Tour-Turnier, ein Asian-Tour-Turnier und sechs LIV-Golf-Turniere.
Von Mai 2017 bis April 2018 (als er Profigolfer wurde) stand Niemann 44 Wochen lang an der Spitze des World Amateur Golf Rankings. Dadurch gewann Niemann die Mark H. McCormack Medal 2017. Noch als Amateurgolfer gewann er die Latin America Amateur Championship. Einige Monate später, mit 19 Jahren und nach lediglich acht Starts, erreichte er eine vollständige PGA Tour Mitgliedschaft. Somit wurde er, nach Jordan Spieth (2013) und Jon Rahm (2016), der dritte Golfer, der je die Korn Ferry Tour Finals vollständig umgehen und eine PGA Tour-Mitgliedschaft erreichen konnte, nachdem man die Saison ohne Status begonnen hatte.
Im April 2022 erreichte er den 15. Platz der Golfweltrangliste, welcher seine bisher höchste Platzierung ist. Wenige Wochen zuvor hatte er beim Genesis Invitational den größten Sieg seiner Karriere erzielt. Im Jahre 2019 nahm er am Presidents Cup teil.
Im August 2022 wechselte er zu LIV Golf, was zum Verlust der PGA-Tour Spielrechte führte. Aus diesem Grunde war er nicht länger befugt, am Presidents Cup 2022 teilzunehmen, obwohl er sich seinen Platz auf dem Spielfeld schon lange gesichert hatte. Im Dezember 2023 gewann er die Australian Open, sein erstes Turnier auf der DP World Tour. Damit erhielt er die Mitgliedschaft und uneingeschränkte Spielrechte bei allen Turnieren der DP World Tour. Im Jahre 2024 gewann er mit LIV Golf Mayakoba im Februar und LIV Golf Jeddah im März seine ersten beiden Turniere im LIV Golf. Beim ersten Turnier schlug er in der ersten Runde ein Score von 12 unter Par 59. Laut Data Golf war dies das drittbeste Ergebnis in Bezug auf die erzielten echten Schläge seit 2004. Ende des Jahres gewann er das PIF Saudi International, das Saisonfinale der International Series des Asian Tour in einem Playoff mit Cameron Smith und Caleb Surrat. Dieser Sieg sicherte ihm auch den ersten Platz in der International Series Order of Merit. 2025 gewann er drei der ersten sechs LIV-Golf-Turniere und konnte sich dadurch die erste Ausnahmegenehmigung sichern, die das US Open Spielern der LIV-Golf-Serie je gewährte.
Er vertrat Chile bei den Olympischen Spielen in Tokio 2020 und Paris 2024.

## Turniersiege (11)

### PGA-Tour-Siege (2)
- 2019: A Military Tribute at The Greenbrier[2]
- 2022: Genesis Invitational[2]

### European-Tour-Siege (1)
- 2023: ISPS Handa Australian Open[2]

### Asian-Tour-Siege (1)
- 2024: PIF Saudi International[15]

### LIV-Golf-Siege (7)
- 2024: LIV Golf Jeddah[3], LIV Golf Mayakoba[3]
- 2025: LIV Golf Adelaide[18], LIV Golf Singapore[19], LIV Golf Mexico City[16], LIV Golf Virginia, LIV Golf UK

## Resultate bei Major Championships
| Turnier               | 2017 | 2018 |
| --------------------- | ---- | ---- |
| The Masters           | DNP  | CUT  |
| US Open               | CUT  | DNP  |
| The Open Championship | DNP  | DNP  |
| PGA Championship      | DNP  | T71  |

| Turnier               | 2019 | 2020 | 2021 | 2022 | 2023 | 2024 | 2025 |
| --------------------- | ---- | ---- | ---- | ---- | ---- | ---- | ---- |
| The Masters           | DNP  | DNP  | T40  | T35  | T16  | T22  | T29  |
| PGA Championship      | CUT  | CUT  | T30  | T23  | CUT  | T39  | T8   |
| US Open               | DNP  | T23  | T31  | T47  | T32  | DNP  | CUT  |
| The Open Championship | CUT  | KT   | T59  | T53  | CUT  | T58  | CUT  |

DNP = nicht teilgenommen

CUT = Cut nicht geschafft

T = geteilte Platzierung

KT = kein Turnier

Grüner Hintergrund = Siege

Gelber Hintergrund = Top 10

## Teilnahme an Teamwettbewerben
- Presidents Cup (für International): 2019